# Многогранная башня
Многогранная башня — одна из несохранившихся башен Китайгородской стены. Находилась на Старой площади.
Была построена в 1535—1538 годах, как и вся Китайгородская стена. Представляла собой краснокирпичную круглую башню с гранёными углами. В 1920-х годах была проведена реставрация стены, во время которой башня получила шатёр. В 1934 году была снесена вместе с большей частью Китайгородской стены.
В постсоветское время в восточной части Китай-города разместилась Администрация президента России, которая пожелала отгородиться новой стеной. Изначально планировалось восстановление Китайгородской стены на участке между Варварскими и Ильинскими воротами с Многогранной башней, основание которой сохранилось в земляной насыпи. Однако в ходе дискуссии возобладало мнение, что эта стена будет «откровенным новоделом», и потому было решено ограничиться лёгкой металлической оградой в стиле 2-й половины XIX века. Осенью 2011 года вокруг зданий администрации началась установка ограждения, что вызвало опасения «Архнадзора» и других активистов по поводу ограничения доступа к историческим памятникам Китай-города после окончания рабочего дня администрации в 17 часов. По мнению Федеральной службы охраны, это ограждение «будет представлять собой некий символический отсыл к Китайгородской стене».